# Triaspis stictostiba
Triaspis stictostiba är en stekelart som beskrevs av Martin 1956. Triaspis stictostiba ingår i släktet Triaspis och familjen bracksteklar. Inga underarter finns listade i Catalogue of Life.